# Veronika Trnková
Veronika Trnková est une joueuse volley-ball tchèque, née le 13 octobre 1995 à Prague. Elle mesure 1,88 m et joue au poste de centrale. 

## Clubs
| Club                  | De        | À         |
| --------------------- | --------- | --------- |
| SŠK Mikulova Praha    | 2006-2007 | 2008-2009 |
| PVK Olymp Praha       | 2009-2010 | 2014-2015 |
| VolleyStars Thüringen | 2015-2016 | 2015-2016 |
| VK Prostějov          | 2016-2017 | 2017-2018 |
| SK UP Olomouc         | 2018-2019 | 2019-2020 |
| VK Dukla Liberec      | 2020-2021 | …         |

## Palmarès

### Équipe nationale
- Ligue européenne (1)
  -  : 2019.
  -  : 2022.

### Clubs
- Championnat de République tchèque
  - Vainqueur : 2017, 2018, 2019.
  - Finaliste : 2014, 2015.
- Coupe de République tchèque
  - Vainqueur : 2018, 2019, 2020.
  - Finaliste : 2014, 2015, 2017.

### Distinctions individuelles
en sélection :
- 2021 : Ligue d'or européenne — Meilleure attaquante.
- 2022 : Ligue d'or européenne — Meilleure serveuse.
- 2022 : Ligue d'or européenne — Meilleure bloqueuse.